# 清华周刊
《清华周刊》创刊于1914年3月，至1937年5月共出版676期。抗日战争爆发，清华南迁，《周刊》被迫停刊。1947年2月复刊后，只出了17期便再次停刊。作为学生刊物，上至总编，下至发行，大都由学生负责。虽然如此，它仍是当时影响力很大的综合性刊物。闻一多、顾毓琇、梁实秋、周培源、梅汝璈、贺麟、蒋南翔等都曾担任过《周刊》的主编、经理等重要职务，并在《周刊》上发表了不少文章。
2001年，清华大学图书馆制作了“《清华周刊》数据库”。《清华周刊》创刊至今将近100年了。令人遗憾的是，虽经尽力求索，仍有1-64期、638-676期及复1-17等期次尚未寻获。

## 基本情况
《清华周刊》（1914年3月－1937年5月，1947年）是清华学子创办的、曾在国内外文化界和学术界都有重要影响的大型综合性学生刊物。
《清华周刊》中的“书评”栏目数次改变名称，依照时间顺序分别为：“含英咀华”（第5、6、7、8卷）、“书报介绍”（第9、11、17卷）、“杂志介绍”（第14卷）、“书报介绍副刊”（第19、20、21、22、23卷）、“书报述要”（第29、30卷，在第29卷第1期用了“书报介绍与批评”）、“介绍与批评”（第28、32、33、37、39、40卷）、“书评”（第41、42、43、45卷）、“书报评介”（第44卷）。由栏目名称的变化，可以看出《清华周刊》书评的发展轨迹，以及随《清华周刊》发展书评编辑对书评的性质、特征和功能的认识。
《清华周刊》“书评”栏目外的书评文章有19篇，分别分布在“杂纂”、“学术”、“文艺”、“理论批评”、“论著”等栏目中，主要是比较长的学术、文艺批评文章，但基本上都围绕一本、几本图书或者某一作者的相关著作展开。
总体上在长达20年的时间内，共有156期《清华周刊》刊载了书评文章六百五十余篇，约一百二十万字，涉及十多个学科，一千一百六十余种书籍、刊物和文章。这在同类刊物中是少见的，除了《清华周刊》的编辑人员自觉地承继延续外，与周刊比较强烈的学术化意识和传播知识、构建高水平的校园文化追求是分不开的。　　
　　
《清华周刊》是由在校学生编辑出版的，学生的更替性决定了刊物在相对稳定的情况下，在栏目和风格上常有变化；此外新的主持人为了体现自己的编辑思想，力求在编辑理念和方式上异于前人，因此栏目名称的多变也是可以理解的。但就“书评”部分来说，不管栏目名称如何变化，其基本的宗旨和性质是相对统一的。

## 创刊初期
初期叫《清华周报》，用来“记录和评论校园生活”。纸张为四开大小，分成“校闻”、“文苑”、“警钟”等栏目。发刊词提到它的主旨是：“1、求同学之自勉，促教育之进步，以光大我校固有之荣誉，培养完全国民之性格；2、荟集全校之新闻，编列新闻之历史，使师生之感情日益亲切，上下之关系日益密切。……”
由于以创刊便受到全校师生的支持和喜爱，《周刊》从形式到内容都发展很快：到1915年秋，便改成每期都有一二十页，包含“言论”、“校闻”、“译丛”、“铎声（评论）”、“文苑（诗词、小说等）”、“杂纂（小品文、谜语笑话等）”等多种栏目的小册子。随后又经过几个阶段的发展和改进，最终（到抗日战争爆发前夕）发展成在资历、声誉、发行数量、尤其是文稿的质量和水平的方面都可与国内著名的刊物相比美——它已经是在国内文化节和学术界都有重要影响和地位的大型综合性杂志了。

## 发展阶段

### 1919年以前
1919年以前，《清华周刊》的发展大致处于“守成期”，以实现其“发刊词”中所列的宗旨为主要目标。
《清华周刊》首次设立的书报介绍栏目是“含英咀华”，时在1916年4月26日总第74期，到1918年1月10日总127期，这一栏目延续了四个学期，历经三卷，共刊载文章31篇。在开设这一栏目时，编辑有一简短的说明：
西儒露西根（Ruskin）之言曰：“人若不事事，亦当不饮食。”吾辈求学理，宜勤读。然中外书报，浩如烟海，学余时促，何去何从？本刊同人，愿以所读所见，择其英华，介绍诸同学。非以少数人之意识为当，实尽自助助人之责也。诸君如惠稿本栏，同人无任欢祷。
在此后的第9－18卷中，以“书报介绍”为栏目名称，零散的仅有七篇文章出现，以介绍西方的书报为主。倒是栏目外有一些质量很不错的文章9篇，分布在“杂纂”、“学术”、“文艺”、“评论”等栏目中，详细、系统地介绍了几本书和清华本校的作品。
这一时期的书评规模虽具，材料不多，每期所介绍的不过四五本书，其文章的特点一是以翻译和介绍为主，文字简短，评论很少；二是文体驳杂，间有读古籍的笔记出现；三是现代意义的“书评”文章多在栏目外。
　　
但是，此时介绍的书籍，如《侠隐记》《牛津大学字典之历史》《箌汉微言》，以及外国大作家托尔斯泰、泰戈尔等，在此后十年才风行一时，而在当时已有专篇介绍，详述作者生平及其著作，其识力之远，开风气之先，是很令人惊讶的。

### 五四运动以后
“改造期”的《清华周刊》从形式到内容都经过一番较大的革新和改造，主要目标是向“五四运动”中兴起的新思想以及“文学革命”靠拢，具体表现是：
1.采用白话文代替原来的文言文；
2.使用当时所通行的新式标点符号；
3.改直排法为横排法；
4.改“编辑制”为“集稿制”，取消原由校方派出的顾问部，其目的是企图扩大自己的民主权利，以“摆脱”学校当局对周刊的“控制”（但很快又恢复了“编辑制”）。
经过这次改革，学生方面的“民主权力”得到扩大，对后来各次学生运动的开展起到了举足轻重的作用。
由于此前的“书报介绍”的传统，到1923年3月第19卷开始筹办“书报介绍副刊”，就显得顺理成章，既是对办刊传统的承继，也表现出清华学术风气的上升。因此，在第一期《书报介绍副刊》的编辑“序言”中，主持者只是一句话交代了办刊宗旨：“报告国内外出版界的情形于留美及在校诸同学”，而用大量的篇幅介绍栏目设计和稿件要求。这一次书报介绍的组织计划，与从前零碎读书报告不同，一方面搜罗得很宽，一方面抉择得很严，量与质方面，均比以前有所提高，书报介绍副刊当以此期为正式成立。
《书报介绍副刊》前后延续了两年半（1923年3月－1925年5月），历经五个学期，跨越了五卷（第19－23卷），共出版17期，七百多页，近四十万字。登载书报评介文章384篇，共评介图书231种，刊物79种，论文342篇。
《书报介绍副刊》也经历了几个时期，栏目是逐渐调整和健全的。
第一期设立四个栏目：“介绍几种中文的定期刊物”、“中文书报介绍”、“英文杂志介绍”、“西文书籍介绍”。
第二期开始加入“中文定期刊物中的论文”、“入门书目”。由此因转载胡适《一个最低限度的国学书目》，而引发了一场关于国学学习的大讨论。但细看当时刊物，这是无意中遭遇了当时“整理国故”和“如何延续传统”的学术思潮；因为在第二期《书报介绍副刊》上胡适的文章只是作为“附录一”加以转载的，并非编辑有意地组稿。胡适的文章此前曾发表在《努力周报》“读书杂志”副刊上。而后来由于清华学生转载后提供给了梁启超，这才有梁氏的批评和后来的讨论。
这一事件其实暗合了清末以来处在当时“两千年来未有之大变局”的情景下，中国传统文化如何应对西方世界冲击的问题。国学问题的讨论一直持续到第九期结束，并引出了梁启超的一大著作《要籍解题及其读法》，和《书报介绍副刊》“古籍新评”这一新栏目，由当时的天才式人物和学术新秀张荫麟主持。
从第五期开始增加了“清华作品介绍”（最初为“清华作品之发表于外面者”），并延续到“副刊”结束。
这一时期的书评除介绍新出书籍外，为帮助同学研究及择业起见，复请本校教员及校外学者，开列各科入门书目。最重要者有庄则宣、蔡竞平诸先生合作的《社会科学入门书目》，梅贻琦先生的《普通科学参考书目》，与谭唐博士精选的《文学书目一百本》。梁任公的《国学入门书要目及其读法》，与胡适之先生的《一个最低限度的国学书目》，对于清华学子帮助尤多，从前轻视国学的风气大为改变。图书馆中文书籍借出量明显提高，以前诮骂读中文的学生为“老古董者”，也改变了态度，不惟不诮骂而且钦敬之，由此可知此二书目的影响之大！
而且这两个书目以及背后所隐含的问题意识，更在社会上引发了激烈争论，加上胡适之和梁启超都是当时学术界和思想界峰头浪尖上的人物，其影响从未消歇，在新世纪初还受到学界的普遍关注。（参见桑兵《晚清民国的国学研究》，上海古籍出版社2001版；罗志田《裂变中的传承———二十世纪前期的中国文化与学术》，中华书局2003年版；罗志田《国家与学术：清季民初关于“国学”的思想论争》，三联书店2003年版；徐雁平《胡适与整理国故考论———以中国文学史研究为中心》，安徽教育出版社2004年版）
此外，最重要的专题研究书目还有梁任公的《读书法》，陈达博士的《关于研究中国社会的中文书》，毕树棠先生的《泰戈尔研究指南》，东大蒋竹庄先生的《佛学入门书目》。后来因梁任公在清华讲《群书概要》，每期讲义也在书报介绍副刊发表。
同时对于书评，编辑人员也逐渐提高了认识，“书报评论这一种著作，甚为重要，其有益于著者、读者、学术界、出版界者甚大。惟此种工作甚难，非寡学浅识所能率尔而为者，试观外国书评界之发达，即可以见其国人好学之笃。无怪其文化进步之速。”
“吾国近年所出杂志不少，而书评殊不多见。如《太平洋》《新潮》《心理学》《社会科学杂志》等所载，已为珍贵不可多得之品，至如商务印书馆诸杂志中所载，纯有褒而无贬，可谓自家之书籍广告，不足谓评论。”
　　
“中国出版太坏之无书可评，是固然也，惟学术界之不肯切实读书，与对学术界之不肯切实负责任，亦其大原因也。”
《书报介绍副刊》时期，是《清华周刊》“书评”的稳定发展时期，其主要特点第一是入门书目的介绍，尤其引人注意的是胡适和梁任公两人的“最低限度国学书目”以及由此引发的问题和争论，体现了在西学冲击下有识知识分子的忧患和应对策略。第二是导读书目性质的文章较多。第三是初步的学术化倾向。
《书报介绍副刊》后来停止的原因大略为：1.组稿困难：一方面是书评的写作者少，另一方面是对写作者的学识要求较高；2.与《清华学报》的“书评”有所冲突；3.没有得力的主持者，则书评稿件难以为继。
书报介绍在初期和此时都还不是《清华周刊》主要的栏目和目的，在清华学校改大学后，罗家伦校长明确提出学校“学术化”的发展方向，才配合广大师生潜在的要求成为传播知识、营造学术氛围的重要工具，成为周刊五大功能之一，也是今天从学术积累来看最有意义的一项功能。
当时人认为开辟“副刊”是因为“副刊”是“非必要的”（包括著述、详论、文艺、小说、书报介绍、读书录、通讯、讲演录、科学谈等有学术意味的项目），而被列为必要的“正刊”则包含校闻、讨论、国内大事三种。当时就有论者评论道：“可见清华周刊至此犹未脱离清华周报的身份”。

### 1928年“改大”以后
进入“学术和创作期”。早期的《清华周刊》，除了《译丛》一栏有时介绍一些国外新的科学知识和偶尔刊登一些师生的读书心得外，基本无真正意义上的学术可言（学术作品大都刊登在同时出版的《清华学报》的《学术》栏上）。
《周刊》的学术和创作特色，大体上是从20年代前后开始筹办大学部和国学研究院期间开始的，特别是1928年“改大”后，校长罗家伦首倡并大力推行“学术化”的方针，一批学术大家和学者陆续被聘请到学校里来担任教职和学术带头人；为了迎接校内学术研究和文化创新的高潮，学校陆续创办或改办一批学术刊物，包括《周刊》在内的一批原有刊物也加强了学术和创作分量。《清华周刊》连续不断的出版各种“学术专号”或各种类型的“创作专号”，以集中发表师生的研究和创作成果。从此《周刊》就逐渐奠定了其在国内学术和文化教育界的地位。
此一时期的书评栏目名称虽几经变革，经由“书报述要”、“介绍与批评”、“书评”、“书报评介”，最后定位在“书评”上，但大体上文章的形态是比较一致的，即现代书评的文体，对所评书报有系统的介绍和评价；语体上已经完全是采用新式标点白话文了；尽管《清华周刊》在版式的横排或直排间不断反复。
例如，《清华周刊》1928年5月18日总441期“书报介绍及批评”中道铭的《〈日本全史〉简评》一文已经和我们今天的学术书评在格式上没什么两样了。在正文前列出所评图书的出版信息，包括书名、作者信息、出版日期、出版和发行商以及定价（《日本全史》，全一册，南京金陵大学，陈恭禄君著，于一九二七年五月出版，印刷兼发行者“中华书局”，定价一元二角）。正文开首介绍了此前关于日本史的研究和著作情况，作者判断“《日本全史》为中国人作日本史之第一部”。接下来例举该书的五点优点，然后就作者认为值得商榷的五点与原著作者讨论。虽然有点程式化，但书评的基本内容和功能，作者已经完全能够把握了。
“书评”栏目外的文章颇为精彩，如李长之评论张资平、茅盾著作的文章（《张资平恋爱小说的考察———〈最后的幸福〉之新评价》《论茅盾的三部曲〈幻灭〉〈动摇〉〈追求〉》），分析细密，观点鲜明，都是万字以上的长文，在整个书评中是很特别的；这些文章主要分布在“文艺”、“学术”、“论著”、“理论·批评”等栏目中，共9篇文章。
这一时期“书评”栏目主持人的自觉意识加强，视野也更加开阔。1927年9月23日的《周刊》中“书报介绍与批评”的主持人林维英就明确提出：本报绝非书报目录；介绍书报的范围不限于本校图书馆所有者；对中国古籍，要以科学方法及现代眼光详细介绍批评；亦极欢迎编有参考目录（Bibliography）加以鉴别，区分详读略读的专题研究。还特别希望关于文、哲、科学以及社会科学等方面的书报要极力荟罗，以求广大范围，并且要严格甄选图书，避免庞杂。就实际发表的文章来看，他的这一设想不同程度地得到了回应和实现，这一时期所评的书刊中“文史哲”类最多，共有139种，占56.5％；“社会科学”类133种，占54.07％；而科学技术只有5种，占2.03％。
这一时期书评文章的特点有三：一、文章篇幅较长，以批评为主。如上述李长之的文章。二、学术书评占的比重较大。如1928年12月8日总446期中罗元一评王桐龄的《中国民族史》一文，在简要介绍了前修研究和王著之后，就“编法之不善”、“材料之疏漏”、“记述之错误”三项条分缕析讨论该书的得失，洋洋洒洒五六千言。这类书评并非个例，也不是仅对国内著作，在1932年12月18日总572期中有署名“作民”的一篇文章《洋书辨伪》，评论美国新闻记者W.F.Mannix编著的Memoirs of Li Hong Chang（Houghton Mifflin Company, Boston and New York,1913年出版，1923年再版）。
作者用当时流行的“审察伪书”的方法，从编著者的人格之不可靠、著作传授来源之不足信、书中所载事实之错误矛盾三方面，来检讨该书的真伪。单第三项“书中所载事实之错误矛盾”就列出27处，用可靠的材料证明其为伪作，该书作者并无真才实学，只不过道听途说、胡乱汇集一些传闻敷衍成书而已，但其声称根据的是李鸿章的日记，因此出版后很受欧美读者的欢迎。本篇书评从根本上纠正了谣传，其学力也实在令人佩服。三、内容侧重在社会科学，马克思主义、苏俄文学和社会介绍，国际大势、中日关系类书籍的评介逐渐加重。这固然与当时社会形势、学术思潮相关，实际上还有实用的目的在，即受制于留美考试。第31卷《清华周刊》的“书报介绍”主持人周勉介绍编辑方针说：
我想介绍并批评各门学科中的几本基础书籍，使专读一科而欲旁通者，亦稍有阶梯之可寻。例如今年学校的留美考试Fellowship，考政治学的，须受试统计、财政诸学。考经济学的，又须受试比较政府、政治、劳工问题、政治学。其如考试工科的，且须受试政治、经济、社会、会计诸学。大凡专习一系的，大学不过四年，时间有限，甚至于本科的课程且读不完，遑言其选读科外者乎？这就不得不自己于课余的时候，去寻书来看。但是各科的范围极广，书籍浩繁，非有适当的介绍，和简略的批评，实在是有“不知所从”之苦。所以关于此项工作，我已经分途请定几位教授帮忙：在政治学和政治思想方面，已请浦薛凤先生；在经济学方面，已请陈岱孙先生介绍经济原理、财政学等；蔡可选先生介绍统计学、国际贸易、货币银行等；顾翊章先生介绍会计学；及谢炯先生介绍铁路原理，和其他经济常识一类书籍；在哲学方面，已请定邓以蛰先生；在社会学、劳工问题、人口问题等则已经请定陈通夫先生介绍书籍；其在文学及文学常识方面，已经请定的，有毕树棠先生，尚未面请的，有朱自清先生和杨振声先生；其余正在分途约请中的教授尚多，不及细述。
他主张介绍国内外新出版的宏大著作，“不论何科，都可介绍”，希望把“书报介绍”一栏办成“各科知识的交易所”。
　　
整体上这一时期的书评视野开阔，论断精密，现实性强，学科意识也十分明晰，类似于《书报介绍副刊》时期的“国学”书评仅有1篇，完全能够反映清华学校改变成大学制后学术上所做的努力和取得的成绩。

## 影响

### 内部影响
《清华周刊》的内部影响着重体现在对清华同学综合素质的培育、锻炼和熏陶作用。
当时的清华教授和著名校友中，学生时代曾充任过《周刊》总编辑的有10年代的陈达、汤用彤、罗隆基；20年代的蒲薛凤、闻一多、潘光旦、吴景超、梅汝璈、贺麟；30年代的罗香林、水天同、张德昌、潘如澍、蒋南翔、王瑶等。
当时的清华教授，凡毕业于清华的，几乎全部都担任过《周刊》的各种职务，如各栏的编辑、集稿员、经历、推销员等等。当时的清华校友有的还直接担任着社会各著名报刊的编辑、记者或特约撰稿人，他们在校时都曾受到过的《周刊》的影响、训练和熏陶。更扩大一点说，“如果说二十年来清华对于中国文化人才还有所贡献的话（当时许多学术或文化名人都是清华校友），那么这些人才无不或多或少曾经受益于《周刊》的”。
当年清华毕业出来的特点之一，就是写作水平比一般学校高；由清华毕业生主编的刊物（如30年代中期的《学生与国家》、《华北青年》、《新地》等），内容都格外的充实，这也与受周刊的直接影响有关。

### 外部影响
《清华周刊》在校外受到各方面著名学者和刊物的关注。当时学术界一些第一流的刊物如上海史地社会研究学会所办的全国性杂志论文《月报》、“中山文化教育馆”的《全国杂志论文索引》等经常引录或全文转载《周刊》的文章；一些省市级有关单位经常致函“赞美周刊内容的新颖”；销路很广的艾思奇的“哲学讲话”经《清华周刊》的批评后改名为《大众哲学》而名噪一时；一些当时文化界的大争论（如胡适之和梁任公两先生关于“青年国学必读书目”的争论和以张君劢和丁文江为代表的关于“科学与玄学”的争论）以及争论双方的文章，大都是在《周刊》上首发或续发的；许多大家的学术论文和创作，是在《周刊》上首先发表的。当时《周刊》曾和《时事类编》、《国文周报》、《东方杂志》等100多种国内著名杂志建立了交换关系；全国各图书馆请求《周刊》赠阅者几乎每天都有。
所以当时有人评论《周刊》说：“论历史，……不但国内各大学的学校刊物中没有比得上的，即便是全国各大杂志，有这么悠久的历史的，也是绝无仅有；论内容，《清华周刊》的质和量，比之社会上的一般月刊，也并不多让；不仅在全国学生所举办的刊物中堪称独步，即在社会上，出这种大规模的周刊的，亦不多观；除《国文周报》外，几乎难以找出第二个和《周刊》有同样分量的周刊。……”

## 意义和价值
- 一、通过《清华周刊》，能全面了解那个时代丰富多彩的清华校园生活，并透过它们发掘对学子进行所谓“素质教育”的某些门径；

- 二、通过了解当年的校园生活，特别是通过《周刊》上刊登的校、系各级领导人以及一些精英学子们的谈话和文章，进一步了解老清华的教育方针和教育思想的某些“真髓”性的东西；

- 三、通过各层次的有血有肉的济济人士，了解当年清华人共同的品格、风范和思想情趣；

- 四、《周刊》上有一大批后来成了闻人的历代学子的文章，有的如洪深、吴宓、闻一多等还开了专栏，他们当时的年龄大都在16-20岁之间，读一读他们的“少作”，领略一下他们的文思和文采，可能会引起时下年轻人（包括一些成年人）的深深的思考。

- 五、清华建校初期是一所“留美预备学校”，学生在校期间便开始通过外籍教师和相关课程接触和了解到一些西方（主要是美国）文化，特别是毕业后，较长期地生活在国外（主要也是美国），他们常常把在异国他乡的所见、所闻、所感写成文字寄回母校或校内的同窗好友，校刊编辑们总是把它们索来在校刊上发表，总其名曰”留美通讯“。这些通讯对留外学子的城外生活和思想感受都有很真实的描述和感情抒发。读一读它们，把它们和现在的留学风气和观点作一比较，也会发现很多值得深思的东西。[1]

梁实秋曾经回忆道： 
“提起《清华周刊》，那是值得回忆的事。我不知道哪一个学校可以维持出版一种百八十页的周刊，历久而不停，里面有社论有专文有新闻有通讯有文艺。我们写社论常常批评校政，有一次我写了短评鼓男女同校，当然不是为私人谋，不过措辞激烈了一点，对校长之庸弱无能大肆抨击，那时的校长是曹云祥先生（好像做过丹麦公使，娶了一位洋太太，学问道德如何则我不大清楚），大为不悦，召吴景超去谈话，表示要给我记大过一次，景超告诉他：‘你要处分时可以的，请同时处分我们两个，因为我们负共同责任。’结果是采官僚作风，不了了之。” 
在闻一多担任《清华周刊》编辑和集稿人的七年中，他一直把《清华周刊》看作学生自治的舆论机关，为周刊的成长投入了很大心血。他曾经撰文《清华周刊革新的宣言》指出周刊代表的自由精神： 
“《周刊》是清华自治的一大成绩，因为他能代表我们自治的真精神——是一种醉心，预祝自治达于焦点的热诚，即预报自治实现的先生。我们看以前的周刊里，冷讥热讽怨气冲天，细细推测其来源，无非是不满足于环境，满腔热血，力图改革，又不见实效，于是抑郁而发为愤词疾论而已。这些文字都是从热烈的心窝里流出来的，代表一种最可宝贵的，诚恳的进步的精神。清华的自治精神，清华的生气可说尽结晶与《周刊》的几张纸上。目前校中美的恶的元素方在奋长争霸《周刊》是舆论的正鹄。正需一种危词谠论，监视这恶芽，不让他发育。” 

## 外部連結
- 清华文学社 （页面存档备份，存于）
- 《清华周刊》数据库